# Copa da UEFA de 2002–03

## Fase de qualificação
| Equipe 1            | Total  | Equipe 2                | 1.º jogo | 2.º jogo |
| ------------------- | ------ | ----------------------- | -------- | -------- |
| Litex Lovech        | 8–1    | Atlantas                | 5–0      | 3–1      |
| Encamp              | 0–13   | Zenit São Petersburgo   | 0–5      | 0–8      |
| Atyrau              | 0–2    | Matador Púchov          | 0–0      | 0–2      |
| Glentoran           | 0–6    | Wisła Kraków            | 0–2      | 0–4      |
| Pobeda              | 2–3    | Midtjylland             | 2–0      | 0–3(aet) |
| Primorje            | 6–3    | Zvartnots-AAL           | 6–1      | 0–2      |
| Ventspils           | 3–1    | Lugano                  | 3–0      | 0–1      |
| Hapoel Tel Aviv     | 5–1    | Partizani               | 1–0      | 4–1      |
| Ferencváros         | 5–2    | AEL Limassol            | 4–0      | 1–2      |
| Hajduk Split        | 11–0   | GÍ Gøta                 | 3–0      | 8–0      |
| Brann               | 4–6    | Sūduva                  | 2–3      | 2–3      |
| Amica Wronki        | 12–2   | Total Network Solutions | 5–0      | 7–2      |
| Copenhague          | 7–2    | Lokomotivi Tbilisi      | 3–1      | 4–1      |
| Liepājas Metalurgs  | 2–6    | Kärnten                 | 0–2      | 2–4      |
| Vaduz               | 1–1(a) | Livingston              | 1–1      | 0–0      |
| Sliema Wanderers    | 1–5    | Polónia Varsóvia        | 1–3      | 0–2      |
| Anorthosis          | 3–2    | Grevenmacher            | 3–0      | 0–2      |
| Levadia II Tallinn  | 0–4    | Maccabi Tel Aviv        | 0–2      | 0–2      |
| Leixões             | 4–3    | Belasica                | 2–2      | 2–1      |
| Sigma Olomouc       | 3–3(p) | Sarajevo                | 2–1      | 1–2      |
| Zimbru Chişinǎu     | 5–3    | IFK Göteborg            | 3–1      | 2–2      |
| KÍ                  | 2–3    | Újpest                  | 2–2      | 0–1      |
| MYPA                | 1–2    | Odense                  | 1–0      | 0–2      |
| Dínamo Minsk        | 1–5    | CSKA Sófia              | 1–4      | 0–1      |
| Dinamo Tbilisi      | 5–1    | TVMK Tallinn            | 4–1      | 1–0      |
| Spartak Yerevan     | 0–5    | Servette                | 0–2      | 0–3      |
| Shamrock Rovers     | 1–5    | Djurgårdens             | 1–3      | 0–2      |
| Varteks             | 9–0    | Dundalk                 | 5–0      | 4–0      |
| Gomel               | 5–0    | HJK                     | 1–0      | 4–0      |
| Aberdeen            | 1–0    | Nistru Otaci            | 1–0      | 0–0      |
| AIK                 | 5–1    | ÍBV                     | 2–0      | 3–1      |
| Rapid Bucureşti     | 5–1    | Gorica                  | 2–0      | 3–1      |
| Domagnano           | 0–5    | Viktoria Žižkov         | 0–2      | 0–3      |
| Kairat              | 0–5    | Estrela Vermelha        | 0–2      | 0–3      |
| Metalurh Zaporizhya | 3–0    | Birkirkara              | 3–0      | 0–0      |
| Bangor City         | 1–2    | Smederevo               | 1–0      | 0–2      |
| Senec               | 1–5    | Široki Brijeg           | 1–2      | 0–3      |
| Tirana              | 2–3    | Progresul București     | 0–1      | 2–2      |
| Avenir Beggen       | 1–9    | Ipswich Town            | 0–1      | 1–8      |
| Fylkir              | 2–4    | Mouscron                | 1–1      | 1–3      |
| Stabæk              | 5–1    | Linfield                | 4–0      | 1–1      |

## Primeira fase
| Equipe 1            | Total  | Equipe 2              | 1.º jogo | 2.º jogo  |
| ------------------- | ------ | --------------------- | -------- | --------- |
| Paris Saint-Germain | 4–0    | Újpest                | 3–0      | 1–0       |
| Sporting            | 4–6    | Partizan              | 1–3      | 3–3(aet)1 |
| Legia Warszawa      | 7–2    | Utrecht               | 4–1      | 3–1       |
| Zimbru Chişinǎu     | 1–4    | Real Betis            | 0–2      | 1–2       |
| Beşiktaş            | 7–2    | Sarajevo              | 2–2      | 5–0       |
| CSKA Moscou         | 3–4    | Parma                 | 1–1      | 2–3       |
| Levski Sofia        | 5–2    | Brøndby               | 4–1      | 1–1       |
| Anderlecht          | (a)2–2 | Stabæk                | 0–1      | 2–1       |
| Progresul Bucureşti | 3–2    | Heerenveen            | 3–0      | 0–2       |
| Lazio               | 4–0    | Skoda Xanthi          | 4–0      | 0–0       |
| Aberdeen            | 0–1    | Hertha Berlin         | 0–0      | 0–1       |
| Ipswich Town        | 2–1    | Smederevo             | 1–1      | 1–0       |
| Maccabi Tel Aviv    | 2–4    | Boavista              | 1–0      | 1–4       |
| AIK                 | 4–6    | Fenerbahçe            | 3–3      | 1–3       |
| Sparta Praha        | 4–0    | Široki Brijeg         | 3–0      | 1–0       |
| Austria Wien        | 5–2    | Shakhtar Donetsk      | 5–1      | 0–1       |
| Denizlispor         | (a)3–3 | Lorient               | 2–0      | 1–3       |
| Chelsea             | 4–5    | Viking                | 2–1      | 2–4       |
| Kärnten             | 1–4    | Hapoel Tel Aviv       | 0–4      | 1–0       |
| Stuttgart           | 8–2    | Ventspils             | 4–1      | 4–1       |
| Dínamo Zagreb       | 9–1    | Zalaegerszegi         | 6–0      | 3–1       |
| Copenhague          | 1–3    | Djurgårdens           | 0–0      | 1–3       |
| Viktoria Žižkov     | (a)3–3 | Rangers               | 2–0      | 1–3       |
| Vitesse             | 2–1    | Rapid Bucureşti       | 1–1      | 1–0       |
| Leeds United        | 2–1    | Metalurh Zaporizhya   | 1–0      | 1–1       |
| Servette            | 4–4(a) | Amica Wronki          | 2–3      | 2–1       |
| Sturm Graz          | 8–6    | Livingston            | 5–2      | 3–4       |
| Ferencváros         | 5–0    | Kocaelispor           | 4–0      | 1–0       |
| Željezničar         | 0–1    | Málaga                | 0–0      | 0–1       |
| Bordeaux            | 10–1   | Matador Púchov        | 6–0      | 4–1       |
| Slovan Liberec      | 4–2    | Dinamo Tbilisi        | 3–2      | 1–0       |
| Leixões             | 3–5    | PAOK                  | 2–1      | 1–4       |
| Litex Lovech        | 1–3    | Panathinaikos         | 0–1      | 1–2(aet)  |
| Estrela Vermelha    | 2–0    | Chievo                | 0–0      | 2–0       |
| Hajduk Split        | 2–3    | Fulham                | 0–1      | 2–2       |
| Primorje            | 1–8    | Wisła Kraków          | 0–2      | 1–6       |
| APOEL               | 3–1    | Grazer AK             | 2–0      | 1–1       |
| Celta de Vigo       | 2–1    | Odense                | 2–0      | 0–1       |
| Metalurh Donetsk    | 2–10   | Werder Bremen         | 2–2      | 0–8       |
| Celtic              | 10–1   | Sūduva                | 8–1      | 2–0       |
| Porto               | 6–2    | Polónia Varsóvia      | 6–0      | 0–2       |
| Gomel               | 1–8    | Schalke 04            | 1–4      | 0–4       |
| Grasshoppers        | 4–3    | Zenit São Petersburgo | 3–1      | 1–2       |
| Ankaragücü          | 1–5    | Deportivo Alavés      | 1–2      | 0–3       |
| Iraklis             | 5–5(a) | Anorthosis            | 4–2      | 1–3       |
| Midtjylland         | 2–1    | Varteks               | 1–0      | 1–1       |
| Blackburn           | (a)4–4 | CSKA Sofia            | 1–1      | 3–3       |
| Mouscron            | 3–7    | Slavia Praga          | 2–2      | 1–5       |

## Segunda fase
| Equipe 1           | Total  | Equipe 2             | 1.º jogo | 2.º jogo |
| ------------------ | ------ | -------------------- | -------- | -------- |
| Djurgården         | 1–3    | Bordeaux             | 0–1      | 1–2      |
| Viktoria Žižkov    | 0–4    | Real Betis           | 0–1      | 0–3      |
| Legia Warszawa     | 2–3    | Schalke 04           | 2–3      | 0–0      |
| APOEL              | 0–5    | Hertha Berlin        | 0–1      | 0–4      |
| Ferencváros        | 0–2    | VfB Stuttgart        | 0–0      | 0–2      |
| Málaga             | 4–2    | Amica Wronki         | 2–1      | 2–1      |
| Austria Wien       | 0–3    | Porto                | 0–1      | 0–2      |
| Partizan           | 4–6    | Slavia Praga         | 3–1      | 1–5(aet) |
| Leeds United       | 5–1    | Hapoel Tel Aviv      | 1–0      | 4–1      |
| Fenerbahçe         | 2–5    | Panathinaikos        | 1–1      | 1–4      |
| Anderlecht         | 6–1    | Midtjylland          | 3–1      | 3–0      |
| Ipswich Town       | 1–1(p) | Slovan Liberec       | 1–0      | 0–1      |
| Naţional Bucureşti | 0–3    | Paris Saint-Germain  | 0–2      | 0–1      |
| Deportivo Alavés   | 1–2    | Beşiktaş             | 1–1      | 0–1      |
| Lazio              | 2–1    | Red Star Belgrade    | 1–0      | 1–1      |
| Sparta Praha       | 1–2    | Denizlispor          | 1–0      | 0–2      |
| Dinamo Zagreb      | 1–5    | Fulham               | 0–3      | 1–2      |
| Celta Vigo         | 4–1    | Viking               | 3–0      | 1–1      |
| PAOK               | 3–2    | Grasshopper          | 2–1      | 1–1      |
| Vitesse            | 5–4    | Werder Bremen        | 2–1      | 3–3      |
| Boavista           | 3–1    | Anorthosis Famagusta | 2–1      | 1–0      |
| Sturm Graz         | (p)1–1 | Levski Sofia         | 1–0      | 0–1      |
| Celtic             | 3–0    | Blackburn Rovers     | 1–0      | 2–0      |
| Parma              | 3–5    | Wisła Kraków         | 2–1      | 1–4(aet) |

## Terceira fase
| Equipe 1            | Total  | Equipe 2      | 1.º jogo | 2.º jogo |
| ------------------- | ------ | ------------- | -------- | -------- |
| Porto               | 3–1    | Lens          | 3–0      | 0–1      |
| Denizlispor         | 1–0    | Lyon          | 0–0      | 1–0      |
| Slovan Liberec      | 2–3    | Panathinaikos | 2–2      | 0–1      |
| Bordeaux            | 2–4    | Anderlecht    | 0–2      | 2–2      |
| Sturm Graz          | 2–3    | Lazio         | 1–3      | 1–0      |
| Wisła Kraków        | 5–2    | Schalke 04    | 1–1      | 4–1      |
| PAOK                | 1–4    | Slavia Praga  | 1–0      | 0–4      |
| Beşiktaş            | 3–1    | Dynamo Kyiv   | 3–1      | 0–0      |
| Celtic              | (a)2–2 | Celta Vigo    | 1–0      | 1–2      |
| Club Brugge         | 1–3    | VfB Stuttgart | 1–2      | 0–1      |
| Real Betis          | 1–2    | Auxerre       | 1–0      | 0–2      |
| Vitesse             | 0–2    | Liverpool     | 0–1      | 0–1      |
| Málaga              | 2–1    | Leeds United  | 0–0      | 2–1      |
| AEK Athens          | 8–1    | Maccabi Haifa | 4–0      | 4–1      |
| Hertha Berlin       | 2–1    | Fulham        | 2–1      | 0–0      |
| Paris Saint-Germain | 2–2(a) | Boavista      | 2–1      | 0–1      |

## Quarta fase
| Equipe 1      | Total  | Equipe 2      | 1.º jogo | 2.º jogo |
| ------------- | ------ | ------------- | -------- | -------- |
| Porto         | 8–3    | Denizlispor   | 6–1      | 2–2      |
| Panathinaikos | 3–2    | Anderlecht    | 3–0      | 0–2      |
| Lazio         | 5–4    | Wisła Kraków  | 3–3      | 2–1      |
| Slavia Praga  | 3–4    | Beşiktaş      | 1–0      | 2–4      |
| Celtic        | 5–4    | VfB Stuttgart | 3–1      | 2–3      |
| Auxerre       | 0–3    | Liverpool     | 0–1      | 0–2      |
| Málaga        | 1–0    | AEK Athens    | 0–0      | 1–0      |
| Hertha Berlin | 3–3(a) | Boavista      | 3–2      | 0–1      |

## Quartas-de-final
| Equipe 1 | Total  | Equipe 2      | 1.º jogo | 2.º jogo |
| -------- | ------ | ------------- | -------- | -------- |
| Porto    | 2–1    | Panathinaikos | 0–1      | 2–0(aet) |
| Lazio    | 3–1    | Beşiktaş      | 1–0      | 2–1      |
| Celtic   | 3–1    | Liverpool     | 1–1      | 2–0      |
| Málaga   | 1–1(p) | Boavista      | 1–0      | 0–1      |

## Semifinais
| Equipe 1 | Total | Equipe 2 | 1.º jogo | 2.º jogo |
| -------- | ----- | -------- | -------- | -------- |
| Porto    | 4–1   | Lazio    | 4–1      | 0–0      |
| Celtic   | 2–1   | Boavista | 1–1      | 1–0      |

## Final
| 21 de maio de 2003 | Porto                            | 3 – 2  | Celtic           | Estadio Olímpico de Sevilla, Sevilha      |
|                    | Derlei 45', 115' · Alenichev 54' | Report | Larsson 47', 57' | Público: 52 972 Árbitro: SVK Ľuboš Micheľ |